# Nederlandse kampioenschappen indooratletiek 2000
De Nederlandse kampioenschappen indooratletiek 2000 werden gehouden in de Belgische stad Gent op zaterdag 12 februari.

## Uitslagen

### 60 m
| rang   | atleet             | prestatie |
| ------ | ------------------ | --------- |
| Goud   | Patrick van Balkom | 6,79 s    |
| Zilver | Miguel Janssen     | 6,80 s    |
| Brons  | Harvey Bijnaar     | 6,83 s    |

| rang   | atlete            | prestatie |
| ------ | ----------------- | --------- |
| Goud   | Esther van Ooijen | 7,66 s    |
| Zilver | Sandra Royackers  | 7,73 s    |
| Brons  | Urta Rozenstruik  | 7,99 s    |

### 200 m
| rang   | atleet           | prestatie |
| ------ | ---------------- | --------- |
| Goud   | Christoph Kempen | 21,74 s   |
| Zilver | Rowdy Middelkoop | 22,03 s   |
| Brons  | Martin de Groot  | 22,09 s   |

### 400 m
| rang   | atleet       | prestatie |
| ------ | ------------ | --------- |
| Goud   | Julien Hagen | 47,60 s   |
| Zilver | Jeroen Prent | 49,26 s   |
| Brons  | René Mabelis | 49,44 s   |

| rang   | atlete          | prestatie |
| ------ | --------------- | --------- |
| Goud   | Lotte Visschers | 54,31 s   |
| Zilver | Kim Som         | 56,30 s   |
| Brons  | Judith Baarssen | 57,23 s   |

### 800 m
| rang   | atleet          | prestatie |
| ------ | --------------- | --------- |
| Goud   | Bram Som        | 1.50,61   |
| Zilver | Robert Spoek    | 1.51,89   |
| Brons  | Sander de Korte | 1.52,12   |

| rang   | atlete          | prestatie |
| ------ | --------------- | --------- |
| Goud   | Stella Jongmans | 2.03,40   |
| Zilver | Astrid Joziasse | 2.08,55   |
| Brons  | Katja Broers    | 2.18,48   |

### 1500 m
| rang   | atleet           | prestatie |
| ------ | ---------------- | --------- |
| Goud   | Marko Koers      | 3.43,65   |
| Zilver | Ad Verweij       | 3.53,67   |
| Brons  | Marcel Tesselaar | 4.01,43   |

| rang   | atlete         | prestatie |
| ------ | -------------- | --------- |
| Goud   | Anjolie Wisse  | 4.26,16   |
| Zilver | Silvia Kruijer | 4.30,03   |
| Brons  | Loes Delleman  | 4.36,87   |

### 3000 m
| rang   | atleet        | prestatie |
| ------ | ------------- | --------- |
| Goud   | Simon Vroemen | 8.19,70   |
| Zilver | Bob Winter    | 8.26,32   |
| Brons  | Stan Rijken   | 8.27,53   |

| rang   | atlete            | prestatie |
| ------ | ----------------- | --------- |
| Goud   | Wilma van Onna    | 9.14,45   |
| Zilver | Erika van de Bilt | 9.18,85   |
| Brons  | Annet Bezemer     | 9.31,34   |

### 60 m horden
| rang   | atleet                | prestatie |
| ------ | --------------------- | --------- |
| Goud   | Robin Korving         | 7,67 s    |
| Zilver | Sven Ootjers          | 7,93 s    |
| Brons  | Marcel van der Westen | 7,95 s    |

| rang   | atlete            | prestatie |
| ------ | ----------------- | --------- |
| Goud   | Esther van Ooijen | 8,56 s    |
| Zilver | Ilja Voltman      | 8,64 s    |
| Brons  | Rhoda Hage        | 8,87 s    |

### hoogspringen
| rang   | atleet           | prestatie |
| ------ | ---------------- | --------- |
| Goud   | Wilbert Pennings | 2,25 m    |
| Zilver | Jack Rosendaal   | 2,06 m    |
| Brons  | Sven Ootjers     | 2,03 m    |

| rang   | atlete             | prestatie |
| ------ | ------------------ | --------- |
| Goud   | Marloes Lammerts   | 1,73 m    |
| Zilver | Neeltje van Hulten | 1,70 m    |
| Brons  | Judith van Gorp    | 1,65 m    |

### hink-stap-springen
| rang   | atleet                 | prestatie |
| ------ | ---------------------- | --------- |
| Goud   | Marco Groen in ‘t Woud | 14,16 m   |
| Zilver | Frank van Grinsven     | 13,63 m   |
| Brons  | Maurits Booster        | 13,39 m   |

| rang   | atlete           | prestatie |
| ------ | ---------------- | --------- |
| Goud   | Karin Ruckstuhl  | 12,90 m   |
| Zilver | Yvonne de Vreede | 12,23 m   |
| Brons  | Janneke Hulshof  | 11,41 m   |

### polsstokhoogspringen
| rang   | atleet             | prestatie |
| ------ | ------------------ | --------- |
| Goud   | Rens Blom          | 5,60 m    |
| Zilver | Christian Tamminga | 5,40 m    |
| Brons  | Antal Hellings     | 4,60 m    |

| rang   | atlete              | prestatie |
| ------ | ------------------- | --------- |
| Goud   | Sabine Verbeek      | 3,65 m    |
| Zilver | Sandra van der Geer | 3,60 m    |
| Brons  | Margriet Vedder     | 3,10 m    |

### verspringen
| rang   | atleet          | prestatie |
| ------ | --------------- | --------- |
| Goud   | Chiel Warners   | 7,30 m    |
| Zilver | Martin de Groot | 7,15 m    |
| Brons  | Bram Kempkens   | 7,11 m    |

| rang   | atlete           | prestatie |
| ------ | ---------------- | --------- |
| Goud   | Sharon Jaklofsky | 6,24 m    |
| Zilver | Anja Mulder      | 6,11 m    |
| Brons  | Karin Ruckstuhl  | 5,94 m    |

### kogelstoten
| rang   | atleet              | prestatie |
| ------ | ------------------- | --------- |
| Goud   | Rutger Smith        | 18,74 m   |
| Zilver | Erwin Simpelaar     | 16,16 m   |
| Brons  | Erik van Vreumingen | 16,13 m   |

| rang   | atlete                  | prestatie |
| ------ | ----------------------- | --------- |
| Goud   | Lieja Koeman            | 18,26 m   |
| Zilver | Corrie de Bruin         | 17,40 m   |
| Brons  | Jacqueline Goormachtigh | 15,18 m   |

1969 · 
1970 · 
1971 · 
1972 · 
1973 · 
1974 · 
1975 · 
1976 · 
1977 · 
1978 · 
1979 ·
1980 · 
1981 · 
1982 · 
1983 · 
1984 · 
1985 · 
1986 · 
1987 · 
1988 · 
1989 · 
1990 · 
1991 · 
1992 · 
1993 · 
1994 · 
1995 · 
1996 · 
1997 · 
1998 · 
1999 · 
2000 · 
2001 · 
2002 · 
2003 · 
2004 · 
2005 · 
2006 · 
2007 · 
2008 · 
2009 · 
2010 · 
2011 · 
2012 · 
2013 · 
2014 ·
2015 ·
2016 ·
2017 ·
2018 ·
2019 · 
2020 · 
2021 · 
2022 · 
2023 · 
2024 · 
2025